# Матташинське товариство
Mattachine Society — одна з перших гей-організацій, яка була створена в 1950 році в Лос-Анджелесі комуністичним активістом Гаррі Геєм. Свою назву спільнота отримала від однойменної групи акторів французького Театру Масок (фр. Société Mattachine).
Спільнота надавала юридичну і психологічну допомогу геям і лесбійкам, а також проводила просвітницьку діяльність. У 1953 році Mattachine Society здійснило радикальніший підхід. Від членів спільноти почали вимагати респектабельності в зовнішньому вигляді і благопристойності в поведінці, щоб тим самим показати суспільству, що геї і лесбійки є нормальними людьми, які нічим не відрізняються від гетеросексуалів.
Перше протистояння Mattachine Society і держави сталося в 1953 році, коли Поштова служба США відмовилася розсилати серпневий номер часопису One, у якому йшла мова про рівність шлюбу. Служба послалася на те, що журнал мав непристойний зміст. Справа дійшла до Верховного суду, який у 1958 році ухвалив, що журнал One може поширюватися поштою, оскільки має непрозору упаковку.
«Гомофільний рух», як його назвали самі геї, зростав і поширювався по всій країні із заходу на схід. Члени організацій почували себе сміливішими. Першою спільнотою на східному узбережжі стало засноване Френком Камені Товариство Маттачіне, Вашингтон (англ. Mattachine of Washington, D.C.). Камені був звинувачений у гомосексуальності і з ганьбою звільнений з лав армії США. Після цього він подав заяву до суду з вимогою відновити його, проте справу він програв. Камені вперше став відкрито стверджувати, що гомосексуали нічим не відрізняються від гетеросексуалів. Його основною метою стало виключення гомосексуальності зі списку психічних захворювань. У 1965 році, натхненний рухом за права геїв і лесбійок, Камені вперше організував серію пікетів проти дискримінації. Пікети пройшли навпроти Білого Дому, а також інших урядових будівель. За часом ці пікети збіглися з усе більшим числом протестів проти війни у В'єтнамі. Така сміливість налякала багатьох геїв, у тому числі і частину засновників Mattachine Society. До кінця 1960-х років частота пікетів і зіткнень з поліцією тільки зростала.
У той самий час у суспільстві все відкритіше стали з'являтися люди, що не відповідають загальноприйнятим гендерним стереотипам: жіночні чоловіки і мужні дівчата, а також чоловіки і жінки, що переодягаються в одяг і ведуть спосіб життя осіб протилежної статі. Це викликало крайнє невдоволення з боку Mattachine Society, яке продовжувало стверджувати, що гомосексуали не повинні «виділятися» серед нормальних людей. Спільнота вважала, що подібна поведінка не може трактуватися як «гомофільна боротьба за свої права», а лише призведе до арештів.